# Пузир (фільм, 2005)
«Пузир» (англ. Bubble) — американський кінофільм режисера Стівена Содерберга, знятий в 2005 . У фільмі знялися непрофесійні актори. Содерберг виступив не тільки режисером, але також оператором (під псевдонімом Пітер Ендрюс) і монтажером (під ім'ям Мері Енн Бернард).

## Сюжет
Працівники невеликої фабрики по виробництву дитячих іграшок Кайл і Марта підтримують дружні відносини. Їх життя тече розмірено і неквапливо. Але одного разу на підприємстві з'являється нова співробітниця — приваблива мати-одиначка на ім'я Роуз…

## У ролях
| Актор              | Роль                 |
| ------------------ | -------------------- |
| Деббі Деберейнер   | Марта                |
| Дастін Джеймс Ешлі | Кайл                 |
| Місті Вілкінс      | Роуз                 |
| Омар Кован         | батько Марти         |
| Лорі Лі            | мати Кайла           |
| Деніел Крістіан    | начальник на фабриці |
| Деккер Муді        | детектив Дон Тейлор  |
| Кайл Сміт          | Джейк                |

## Знімальна група
- Режисер — Стівен Содерберг
- Сценарист — Коулмен Хаф
- Продюсер — Грегорі Джейкобс
- Композитор — Роберт Поллард